# Serra Azul de Minas
Serra Azul de Minas – miasto i gmina w Brazylii, w stanie Minas Gerais. Znajduje się w mezoregionie Metropolitana de Belo Horizonte i mikroregionie Conceição do Mato Dentro.